# Vertigo angustior
Espèce
Statut de conservation UICN

 NT  : Quasi menacé
Vertigo angustior (Jeffreys 1830), le Vertigo étroit, est un escargot terrestre européen.

## Description

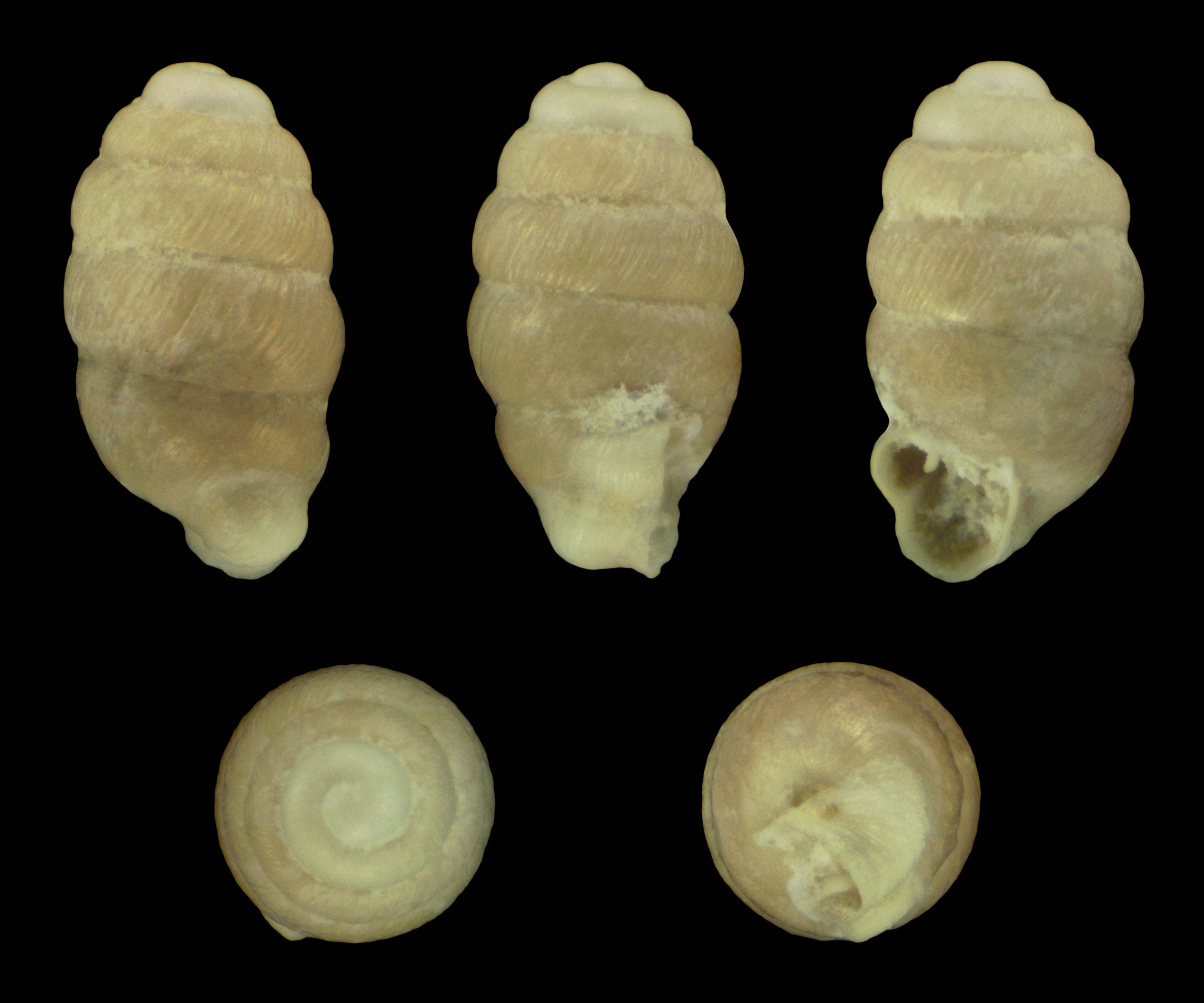
Fossile, Pléistocène

Vertigo angustior est un petit escargot terrestre mesurant 1,5 à 1,8 mm de hauteur pour 0,8 à 1 mm de largeur. Sa coquille est de couleur brune mais peut blanchir avec le temps, compte cinq tours assez fortement convexes, et présente de fines stries d'accroissement régulières. Elle présente également la particularité d'être sénestre, et comprimée à sa base (angustus en latin signifiant "étroit"). L'ouverture compte cinq à six dents, avec une forte indentation centrale au niveau de la région palatale. Le corps de l'animal est de couleur grise, et pourvu de deux tentacules.

## Répartition
L’aire de répartition de Vertigo angustior est paléarctique, et plus spécifiquement centre-européenne. L’espèce, bien que très localisée, se rencontre depuis l’Irlande pour sa limite ouest jusqu’à la Mer Caspienne, au nord de l’Iran, pour sa limite est ; au nord, elle atteint le sud de la Norvège, de la Finlande et de la Suède. Au sud, son aire d’expansion atteint le nord-ouest de la Turquie ainsi que l’Espagne.
En France, l’ensemble des données connues la recense dans vingt-deux départements : Ain, Aisne, Alpes-Maritimes, Ariège, Aube, Aude, Bas-Rhin, Basse-Normandie, Charente-Maritime, Dordogne, Eure, Gard, Hérault, Loiret, Lot, Marne, Nord, Pas-de-Calais, Pyrénées-Orientales, Rhône, Somme, Var, Vienne. L'évolution des connaissances permet de situer l'espèce dans plus de 40 départements au début des années 2020.
En raison de la disparition de son habitat, l'espèce est actuellement en régression.

## Écologie
L'espèce est généralement observée dans trois grands types de milieux :
- les milieux humides dunaires et estuariens (dépressions boisées, zones de transition entre dunes et prés salés) ;
- les prairies humides et les marais ;
- les dalles calcaires.

On la retrouve dans la litière ou dans les mousses au niveau du sol.

## Protection
Au niveau européen, Vertigo angustior est inscrit à l'annexe II de la directive "Habitats-Faune-Flore".
Au niveau national, il est protégé par l'Arrêté du 23/04/07 fixant les listes des mollusques protégés sur l’ensemble du territoire et les modalités de leur protection (article 4).

## Confusion
L'espèce peut être confondue avec un autre Vertigo, le Vertigo pusilla.